# Marte (serie televisiva)
Marte (Mars) è una serie televisiva statunitense prodotta da National Geographic, ha debuttato il 14 novembre 2016 sui loro canali e su FX. Prima del suo rilascio televisivo, la serie è stata lanciata in formato streaming il 1º novembre 2016.
In Italia, la serie va in onda sul canale a pagamento della piattaforma Sky National Geographic dal 15 novembre 2016 e in chiaro su Alpha, canale 59 del digitale terrestre, dal 1º gennaio 2018.
La serie fonde reali interviste con la storia immaginaria di un gruppo di astronauti che atterrano sul pianeta Marte.
La serie è basata sul libro del 2015 How We'll Live on Mars di Stephen Petranek.
La narrazione è alternata tra gli anni 2016, 2033 e 2037, utilizzando le interviste del 2016 per spiegare gli eventi che accadono nella storia. La serie è stata filmata a Budapest e in Marocco.
Un libro correlato alla serie, intitolato Mars: Our Future on the Red Planet, è stato pubblicato nell'ottobre del 2016 e approfondisce la scienza dietro lo show. Un episodio prequel, chiamato Before Mars, è stato prodotto e distribuito insieme alla serie. Racconta del momento nella vita di uno degli astronauti e delle decisioni che hanno preso per essere coinvolti all'interno del mondo scientifico.
Il 13 gennaio 2017, National Geographic ha annunciato che la serie era stata rinnovata per una seconda stagione, che è stata trasmessa negli USA a partire dal 12 novembre 2018, in Italia, la stagione va in onda a partire dal 22 novembre 2018 su National Geographic.

## Trama
Nell'anno 2033, una squadra di sei astronauti viene spedita dalla Florida in un viaggio per essere la prima a mettere piede su Marte. Durante la discesa nell'atmosfera marziana c'è un malfunzionamento con la loro navicella, il Daedalus e quindi atterrano a 75,3 km dal loro habitat previsto. Sulla Terra intanto vengono monitorati i loro progressi.
Mescolate con la storia ci sono riprese di interviste reali dall'anno 2016 dell'equipaggio e del loro controllo di missione, tra cui diversi scienziati e ingegneri come Elon Musk, Andy Weir, Robert Zubrin e Neil deGrasse Tyson sulle difficoltà che l'equipaggio dovrà affrontare durante un viaggio verso Marte e sulla vita sul pianeta.

## Personaggi
- Ben Sawyer, interpretato da Ben Cotton, doppiato da Massimo Bitossi.
Comandante missione americano e ingegnere di sistemi.
- Hana Seung, interpretata da Jihae, doppiata da Chiara Colizzi.
Pilota americano e ingegnere di sistemi, successivamente comandante di missione e come sua sorella gemella Joon Seung, CAPCOM del controllo missione sulla Terra, successivamente segretario generale della Fondazione Mars Science International, organizzazione multinazionale che finanzia la spedizione su Marte.
- Amelie Durand, interpretata da Clementine Poidatz, doppiata da Ilaria Latini.
Medico e biochimico della missione.
- Robert Foucault, interpretato da Sammi Rotibi, doppiato da Simone Crisari.
Missionario nigeriano e ingegnere robotico.
- Javier Delgado, interpretato da Alberto Ammann, doppiato da Emiliano Coltorti.
Idrologo Spagnolo e geochimico della missione.
- Marta Kamen, interpretata da Anamaria Marinca, doppiata da Francesca Manicone.
 Esobiologo e geologo della missione, e missionario russo.
- Ed Grann, interpretato da Olivier Martinez, doppiato da Christian Iansante.
CEO di Mars Missions Corporation, consorzio di aziende aerospaziali private che preparano spedizioni su Marte.

## Episodi
| Stagione         | Episodi | Prima TV USA | Prima TV Italia |
| ---------------- | ------- | ------------ | --------------- |
| Prima stagione   | 6       | 2016         | 2016            |
| Seconda stagione | 6       | 2018         | 2018            |

## Critica
Marte ha ricevuto recensioni contrastanti dai critici. Ha un voto di approvazione del 63% su Rotten Tomatoes con un punteggio medio di 7,3 / 10 basato su 16 recensioni; Il consenso critico afferma: "La direzione di Ron Howard assicura che Marte sia uno spettacolo attraente, anche se la serie si sforza di muoversi senza intoppi tra i suoi elementi documentali e fittizi". Su Metacritic, ha un punteggio di 59 su un totale di 100 sulla base di 14 recensioni, che spiega come "recensioni medie o miste".